# Napulammore
Napulammore è il settimo album del cantante italiano Massimo Ranieri, il secondo dal vivo (dopo 'O surdato 'nnammurato, del 1972), pubblicato nel 1974.

## Descrizione
Registrato dal vivo il 26 luglio 1974 al Teatro Valle di Roma, il disco racchiude alcuni classici della canzone napoletana, come Funiculì funiculà o Tu ca nun chiagne, con alcune brevi poesie come intermezzi.
Il produttore e l'arrangiatore è Enrico Polito.

## Tracce

### Lato A
1. Fenesta vascia – 3:08 (anonimo)
2. Mmiezz' o ggrano – 2:51 (testo: Edoardo Nicolardi – musica: Evemero Nardella; edizioni musicali Curci)
3. Zappatore – 3:53 (testo: Libero Bovio – musica: Ferdinando Albano; edizioni musicali Bideri)
4. Serenata smargiassa – 5:01 (testo: Vincenzo Jannuzzi – musica: Ermete Giovanni Gaeta)
5. Te voglio bene assaje – 3:19 (testo: Raffaele Sacco – musica: Gaetano Donizetti; edizioni musicali Bideri)
6. Sonetto – 0:30 (testo: Ferdinando Russo)
7. Lu cardillo – 3:20 (testo: Ernesto Del Preite – musica: Pietro Labriola)
8. Sonetto (testo: Ferdinando Russo)

Durata totale: 22:02

### Lato B
1. Tu ca nun chiagne – 2:41 (testo: Libero Bovio – musica: Ernesto De Curtis; edizioni musicali La Canzonetta)
2. Totonno 'e Quagliarella – 5:51 (testo: Giovanni Capurro – musica: Francesco Buongiovanni)
3. 'a tazza 'e café – 3:31 (testo: Giuseppe Capaldo – musica: Vittorio Fassone) – La Canzonetta
4. Addio a Maria – 1:14 (testo: Libero Bovio)
5. Santa Lucia luntana – 2:53 (Ermete Giovanni Gaeta; edizioni musicali Diesis)
6. 'a serenata 'e Pulecenella – 3:39 (testo: Libero Bovio – musica: Enrico Cannio; edizioni musicali Bideri)
7. Funiculì funiculà – 3:11 (testo: Giuseppe Turco – musica: Luigi Denza; edizioni musicali Sugar)

Durata totale: 23:00